# Флаг Мясниковского района
Флаг муниципального образования «Мяснико́вский район» Ростовской области Российской Федерации — опознавательно-правовой знак, служащий официальным символом муниципального образования.
Ныне действующий флаг утверждён 21 октября 2011 года решением Собрания депутатов Мясниковского района № 79 и 19 октября 2012 года внесён в Государственный геральдический регистр Российской Федерации с присвоением регистрационного номера 7899.

## Описание флага
«Флаг муниципального образования „Мясниковский район“ представляет собой прямоугольное полотнище с соотношением ширины к длине 2:3, воспроизводящее композицию герба района, выполненную голубыми, красными и жёлтыми цветами».
Композиция герба представляет собой красное мурованное поле с голубой главой, обременённой семью золотыми пчёлами. Поверх красного поля золотой идущий барс, сопровождаемый вверху золотым круглым щитом.

## Обоснование символики
Пчёлы символизируют трудолюбие народа, проживающего в районе. Пчёлы были изображены на гербе города Нор-Нахичевана и символизируют крымско-нахичеванский период истории донских армян. Семь пчёл указывают на количество сельских поселений входящих в состав Мясниковского района.
Фигура анийского барса золотистого цвета, гордо шагающего вперёд, в будущее, обозначает уверенность, свободолюбие, независимость. Он символизирует анийский период истории донских армян, прародиной которых является город Ани.
Над изображением барса помещён солярный знак вечности. Жёлтый круг Солнца — традиционный символ вечной жизни. Дугообразные лучи знака развёрнуты против часовой стрелки: в этом направлении вращаются планеты в солнечной системе. Солярный знак является символом благополучия, богатства, изобилия, бесконечного развития, ведущего к процветанию народа. Чётное количество лучей означает женский род и тем самым символизирует вечный источник жизни и долголетия.
Красное мурованное поле символизирует кладку из армянского туфового камня. Поскольку туф — строительный материал, его можно считать символом созидания и мирного труда.

## История
Первый флаг муниципального образования «Мясниковский район» был утверждён 10 сентября 1998 года решением Собрания депутатов Мясниковского района № 19
Флаг Мясниковского района представлял собой прямоугольное полотнище из трёх равновеликих горизонтальных полос: верхней — красного цвета, означающего любовь, мужество, смелость, и великодушие, а также, пролитую кровь; средней — синего цвета, означающего честность, верность и безупречность; нижней — золотисто-жёлтого (абрикосового) цвета, означающего веру, справедливость, милосердие, смирение, а также, могущество, знатность, постоянство и богатство.
Горизонтальные полосы — красная, синяя, золотисто-жёлтая — являются цветами армянского национального флага.
Вертикально вдоль древка флага расположена полоса белого цвета, которая означает чистоту, правдивость, надежду, невинность, а также, благородство, откровенность. Белая полоса составляет 1/5 ширины флага и показывает принадлежность района к Российской Федерации.
Отношение ширины флага к его длине — 2:3.

## Источник
- Межпоселенческая центральная библиотека Мясниковского района. Символика Мясниковского района.